# Jeremy Mbakogu
Jeremy Mbakogu, detto Jerry (Lagos, 1º ottobre 1992) è un calciatore nigeriano con cittadinanza italiana, attaccante del Costa d'Amalfi.

## Biografia
Nato a Lagos, capitale della Nigeria, nell'aprile del 2018 ha ottenuto la cittadinanza italiana.

## Caratteristiche tecniche
Molto veloce e forte fisicamente, destro di piede, gioca principalmente da punta centrale ma può svariare su tutto il fronte d'attacco ed è capace di sostenere da solo il peso della fase offensiva. La sua imprecisione sottoporta non gli impedisce di mettere a referto un buon numero di reti. Si contraddistingue anche come discreto uomo-assist e rigorista.

## Carriera

### Inizi
Trasferitosi in Italia in tenera età, muove i primi passi nel mondo del calcio nello Scorzè Peseggia nella Città metropolitana di Venezia. A tredici anni viene notato da Andrea Campi e Alessandro Barison, due agenti di calciatori, che decidono di portarlo a Padova dove entra nelle giovanili biancoscudate.
Successivamente, nel 2009, dopo aver fatto tutta la trafila nelle giovanili del Padova, viene ceduto in prestito alla formazione Primavera del Palermo, fresca campione d'Italia e con cui gioca pertanto la Supercoppa Primavera 2009 persa per 7-6 ai tiri di rigore.
Tornato a Padova nell'estate 2010, debutta tra i professionisti in Serie B il 28 agosto nella sfida contro il Crotone terminata 1-1. Il 31 agosto, giorno della chiusura del calciomercato estivo, viene ceduto in prestito alla Juve Stabia in Lega Pro Prima Divisione.
Con le Vespe vince il suo primo trofeo, la Coppa Italia Lega Pro 2010-2011, in finale contro il Carpi (sua futura squadra). Il 1º novembre 2012 subisce un infortunio nella partita contro la Reggina,  e s'infortuna nuovamente nella gara in cui rientrava in campo, in Coppa Italia contro la Fiorentina, gara disputata il 28 novembre successivo in cui ha accusato uno stiramento. Con la squadra campana gioca tre stagioni, sempre in prestito dal Padova, e ottiene una promozione in Serie B.

### Le stagioni a Carpi e il prestito in Russia
Nell'estate 2013 viene nuovamente ceduto in prestito, sempre in Serie B ma stavolta al Carpi. Debutta il 24 settembre nella sfida contro il Brescia terminata 0-0. Segna i suoi primi gol con la squadra emiliana il 14 dicembre, mettendo a segno una doppietta nella partita pareggiata per 2-2 sul campo del Bari.
Il 22 luglio 2014, dopo la mancata iscrizione del Padova al campionato di Lega Pro, rimane svincolato. Il giorno successivo firma un nuovo contratto con il Carpi, stavolta tesserato con un contratto quinquennale. Vince il campionato di Serie B 2014-2015 da assoluto protagonista: segna 15 gol (miglior marcatore degli emiliani, nono assoluto) e fornisce 8 assist in 30 presenze. Per il club biancorosso, allenato da Fabrizio Castori, è la prima promozione di sempre in Serie A. In questa stagione rientra, insieme a tre compagni di squadra (Gabriel, Gagliolo e Di Gaudio) e al suo futuro partner d'attacco nel Carpi Federico Melchiorri, nella formazione top 11 della Serie B.
Esordisce in Serie A il 13 settembre 2015, nel pareggio contro il Palermo (2-2). Segna il primo gol il 17 gennaio 2016, trasformando il rigore che vale il 2-1 contro la Sampdoria. Nella partita contro la Lazio della penultima giornata si procura due rigori, fallendoli però entrambi: il portiere Marchetti para le due conclusioni, al 12' (sullo 0-0) e al 41' (sul 2-0 per i biancocelesti). La gara finisce 1-3, con il gol della bandiera da lui messo a segno. Il pareggio avrebbe dato la salvezza al Carpi – quartultimo prima della partita contro la Lazio – che retrocede, però, una settimana dopo, nonostante la vittoria fuori casa sull'Udinese a cui Mbakogu non partecipa, restando in panchina per tutti i 90 minuti; a salvarsi, per un solo punto, è il Palermo. La stagione in Serie A non si rivela quindi particolarmente fortunata per il calciatore italo-nigeriano, nonostante la fiducia quasi incondizionata a lui riservata dall'allenatore Castori, che spesso lo preferisce a calciatori del calibro di Borriello, Matos, Mancosu e Lasagna. Termina la stagione con due sole reti, di cui una su rigore, e due assist a referto.
Il 10 agosto 2016 si trasferisce al Kryl'ja Sovetov Samara, nella Prem'er-Liga russa, con la formula del prestito con obbligo di riscatto. Il 30 gennaio 2017 però, dopo avere collezionato solo 7 presenze senza reti con il club russo, fa rientro al Carpi. Nella seconda parte di stagione con i biancorossi, gioca 20 partite e segna 5 gol, sbloccandosi l'11 marzo in una vittoria in trasferta contro il Latina per 1-0. Il 22 maggio, nel preliminare dei playoff giocato al Tombolato di Cittadella, firma il parziale 2-0 (2-1 risultato finale). Nella seconda semifinale playoff vinta dal Carpi in 9 uomini contro il Frosinone, dopo una buona prestazione in cui ha colpito anche un palo, si rende protagonista uscendo dal campo per protesta contro la direzione arbitrale; la panchina biancorossa provvede immediatamente a sostituirlo per evitare la terza espulsione. Il Carpi manca la promozione in Serie A dopo le finali contro il Benevento (0-0 al Cabassi e sconfitta al Vigorito per 1-0). Il 5 agosto, Mbakogu prolunga di un anno il contratto con la compagine emiliana, con nuova scadenza fissata al 30 giugno 2020.
Nella stagione 2017-2018, nonostante l'avvicendamento sulla panchina del Carpi che vede Antonio Calabro al posto di Fabrizio Castori, resta un elemento imprescindibile dello scacchiere biancorosso giocando da titolare quasi tutte le partite, prima di un infortunio che lo costringe a restare fermo per diverso tempo. Nella sessione invernale di mercato viene più volte accostato al Leeds United, che avrebbe offerto circa 5 milioni di euro per il suo cartellino, ma la dirigenza del Carpi decide di non privarsene a stagione in corso.
Il 6 agosto 2018, dopo l'esclusione dal raduno e dal ritiro estivo e il mancato trasferimento al Leeds, Mbakogu rescinde consensualmente il contratto che lo legava alla squadra emiliana.

### Il ritorno al Padova e l'esperienza in Croazia
L'8 gennaio 2019, firma un contratto che lo lega per sei mesi al Padova. Debutta il 20 gennaio seguente, timbrando anche le sue prime marcature nel successo per 3-0 contro l'Hellas Verona.
Rimasto svincolato, il 2 settembre del 2019 si trasferisce al club croato dell'Osijek, firmando un contratto biennale. Il 24 settembre successivo segna il primo gol con l'Osijek in occasione della partita di Coppa di Croazia vinta per 8-0 in trasferta contro il Vuteks-Sloga. Si svincola il 2 agosto 2020.

### L'approdo a Cosenza e l'esperienza in Grecia
Il 31 gennaio 2021, torna in Italia, ancora in Serie B, firmando con il Cosenza fino al termine della stagione 2020-2021.
Rimasto svincolato al termine della stagione, il 19 febbraio 2022 si trasferisce ai greci dell'Apollōn Smyrnīs.

### Gubbio, Triestina e Legnago
Il 23 luglio 2022, Mbakogu passa al Gubbio, in Serie C. Segna la sua prima rete con la formazione umbra il 16 ottobre successivo, nella gara persa 1-2 in casa con la Reggiana.
Il 31 gennaio 2023, passa a titolo definitivo alla Triestina, sempre in Serie C.
Il 7 agosto seguente, Mbakogu firma un contratto annuale con il Legnago, neopromosso in terza serie. L’11 gennaio 2025 il giocatore viene ingaggiato dalla Costa D’Amalfi, formazione che milita in serie D.

## Statistiche

### Presenze e reti nei club
Statistiche aggiornate al 2 marzo 2025.
| Stagione           | Squadra                | Campionato         | Campionato | Campionato | Coppe nazionali | Coppe nazionali | Coppe nazionali | Coppe continentali | Coppe continentali | Coppe continentali | Altre coppe | Altre coppe | Altre coppe | Totale | Totale |
| Stagione           | Squadra                | Comp               | Pres       | Reti       | Comp            | Pres            | Reti            | Comp               | Pres               | Reti               | Comp        | Pres        | Reti        | Pres   | Reti   |
| ------------------ | ---------------------- | ------------------ | ---------- | ---------- | --------------- | --------------- | --------------- | ------------------ | ------------------ | ------------------ | ----------- | ----------- | ----------- | ------ | ------ |
| ago.-set. 2010     | Padova                 | B                  | 1          | 0          | CI              | 0               | 0               | -                  | -                  | -                  | -           | -           | -           | 1      | 0      |
| set. 2010-2011     | Juve Stabia            | 1D                 | 26+3       | 6          | CI+CI-LP        | 0+7             | 2               | -                  | -                  | -                  | -           | -           | -           | 36     | 8      |
| 2011-2012          | Juve Stabia            | B                  | 28         | 4          | CI              | 1               | 1               | -                  | -                  | -                  | -           | -           | -           | 29     | 5      |
| 2012-2013          | Juve Stabia            | B                  | 14         | 3          | CI              | 2               | 0               | -                  | -                  | -                  | -           | -           | -           | 16     | 3      |
| Totale Juve Stabia | Totale Juve Stabia     | Totale Juve Stabia | 68+3       | 13         |                 | 10              | 3               |                    | -                  | -                  |             | -           | -           | 81     | 16     |
| 2013-2014          | Carpi                  | B                  | 28         | 7          | CI              | 0               | 0               | -                  | -                  | -                  | -           | -           | -           | 28     | 7      |
| 2014-2015          | Carpi                  | B                  | 30         | 15         | CI              | 1               | 0               | -                  | -                  | -                  | -           | -           | -           | 31     | 15     |
| 2015-2016          | Carpi                  | A                  | 24         | 2          | CI              | 2               | 0               | -                  | -                  | -                  | -           | -           | -           | 26     | 2      |
| 2016-gen. 2017     | Kryl'ja Sovetov Samara | PL                 | 7          | 0          | KR              | 1               | 0               | -                  | -                  | -                  | -           | -           | -           | 8      | 0      |
| gen.-giu. 2017     | Carpi                  | B                  | 15+5       | 4+1        | CI              | -               | -               | -                  | -                  | -                  | -           | -           | -           | 20     | 5      |
| 2017-2018          | Carpi                  | B                  | 26         | 6          | CI              | 2               | 2               | -                  | -                  | -                  | -           | -           | -           | 28     | 8      |
| Totale Carpi       | Totale Carpi           | Totale Carpi       | 123+5      | 34+1       |                 | 5               | 2               |                    | -                  | -                  |             | -           | -           | 133    | 37     |
| gen.-giu. 2019     | Padova                 | B                  | 10         | 3          | CI              | 0               | 0               | -                  | -                  | -                  | -           | -           | -           | 10     | 3      |
| Totale Padova      | Totale Padova          | Totale Padova      | 11         | 3          |                 | 0               | 0               |                    | -                  | -                  |             | -           | -           | 11     | 3      |
| 2019-2020          | Osijek                 | 1HNL               | 7          | 0          | HNK             | 3               | 1               | -                  | -                  | -                  | -           | -           | -           | 10     | 1      |
| gen.-giu. 2021     | Cosenza                | B                  | 6          | 0          | CI              | -               | -               | -                  | -                  | -                  | -           | -           | -           | 6      | 0      |
| 2021-2022          | Apollōn Smyrnīs        | SL                 | 1+4        | 0          | CG              | 0               | 0               | -                  | -                  | -                  | -           | -           | -           | 5      | 0      |
| 2022-2023          | Gubbio                 | C                  | 19         | 4          | CI-C            | 1               | 0               | -                  | -                  | -                  | -           | -           | -           | 20     | 4      |
| gen.-giu. 2023     | Triestina              | C                  | 13+2       | 1+1        | CI-C            | -               | -               | -                  | -                  | -                  | -           | -           | -           | 15     | 2      |
| 2023-2024          | Legnago                | C                  | 13+2       | 2          | CI-C            | 0               | 0               |                    | -                  | -                  |             | -           | -           | 15     | 2      |
| 2024-gen. 2025     | United Riccione        | C                  | 9          | 1          | CI-D            | 0               | 0               |                    | -                  | -                  |             | -           | -           | 9      | 1      |
| gen.-giu. 2025     | Costa d'Amalfi         | C                  | 7          | 1          | CI-D            | 0               | 0               |                    | -                  | -                  |             | -           | -           | 7      | 1      |
| Totale carriera    | Totale carriera        | Totale carriera    | 300        | 61         |                 | 20              | 6               |                    | -                  | -                  |             | -           | -           | 320    | 67     |

## Palmarès
- Coppa Italia Lega Pro: 1

Juve Stabia: 2010-2011
- Campionato italiano di Serie B: 1

Carpi: 2014-2015